# مگنراید
مگنراید، یک وسیله هوشمند است که به آن سیستم تعلیق تطبیقی هم گفته می‌شود که در آن، از میراگر مغناطیسی رئولوژیکی یا کمک‌فنر استفاده شده است.

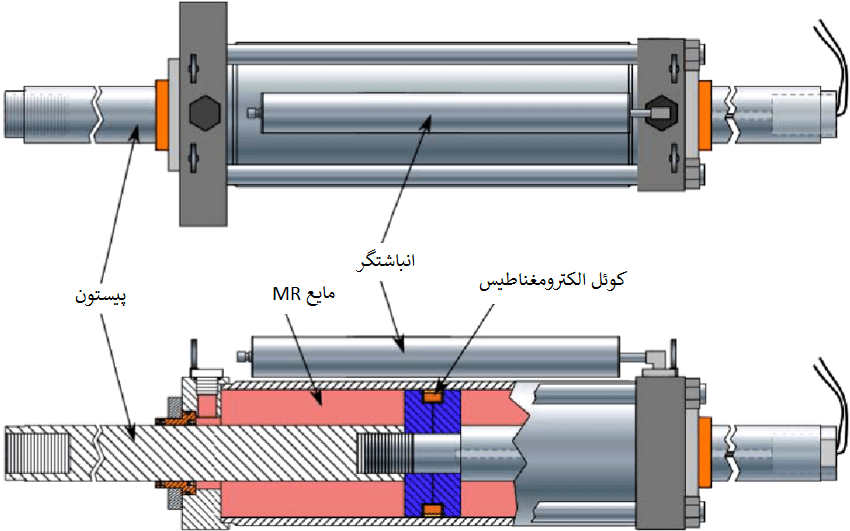
میراگر مغناطیسی

این وسیله برای اولین بار برای جنرال موتورز و توسط شرکت دلفی اتوموتیو، توسعه و تولید شد. استفاده از آن سبب بهره‌مندی از یک سواری تطبیق‌پذیر شده و این تکنولوژی هوشمند، توجه بسیاری را به خود جلب کرد، به‌گونه‌ای که پس از آن در خودروهای زیادی استفاده شد. برخلاف تکنولوژی‌های قدیمی برای ساخت سیستم‌های تعلیق، در این نسل، به دلیل نداشتن قطعات مکانیکی کوچک در ساختارش، ساییدگی‌ای به وجود نمی‌آید.
این سیستم به گونه‌ای نصب و استفاده می‌شود که در هر چهار گوشه از ماشین، مجموعه‌ای از دمپرهای تک‌لوله‌ای، حسگرها و یک واحد کنترل الکترونیکی (ECU) وجود دارد.
در ادامه نیز باید به این مورد اشاره کرد که به کمک این سامانه، می‌توان میزان سفتی تعلیق هرکدام از چرخ‌ها را به‌صورت جداگانه و مستقل تغییر داد. اکنون هم استفاده از این دمپرها در ایالات متحده افزایش پیدا کرده است و به برخی از خودروهای گران‌قیمت مدل‌های خارجی، اجاره داده شده است.

## پس زمینه
توسعه این سامانه، حدود ۲۵ سال به طول انجامید. سیال داخل آن، حاوی مایع مغناطیسی رئولوژیکی (سیال رئومغناطیسی) است که از ترکیبی از ذرات فلزی می‌باشد و در روغن هیدروکربنی غیرطبیعی‌ای معلق هستند و به همین دلیل به‌راحتی می‌توانند خاصیت مغناطیسی بگیرند.

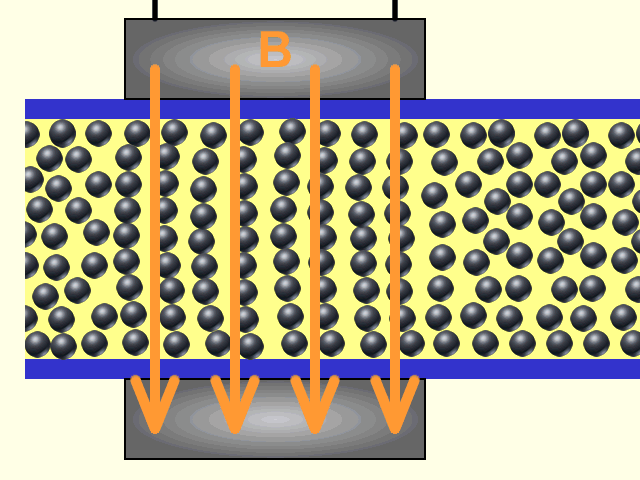
شکل شماتیک سیال مغناطیسی که در پاسخ به یک میدان مغناطیسی خارجی یک لوله را جامد و مسدود می‌کند.

در هریک از دمپرهای تک لوله‌ای، یک پیستون وجود دارد که در داخل آن دو مسیر کوچک برای انتقال مایع و دوسیم الکترومغناطیسی وجود دارد. این الکترومغناطیس‌ها، قادر به ایجاد یک میدان مغناطیسی قابل تغییر در تمام مسیرهای عبور مایع بوجود آورند.
همه این‌ها این اجازه را می‌دهند تا با استفاده از یک رایانه داخلی بتوان از طریق یک آهنربای الکتریکی، ویژگی‌های انطباق پذیری دمپرها را کنترل کرد. اگر آهنرباها خاموش باشند، مایع به راحتی از مسیر خود عبور خواهد کرد اما با روشن شدن آن آهنربا، شرایط متفاوت خواهد شد. هرچقدر که جریان در مدار مغناطیسی دمپرها افزایش پیدا کند، به دنبال آن شار مغناطیسی مدار هم افزایش خواهد یافت و پس از تغییر در تراز ذرات مغناطیسی و افزایش نرخ تراکم، گرانروی (ویسکوزیته) سیال افزایش پیدا خواهد کرد و تعلیق سفت‌تری را به ارمغان خواهد آورد. حسگرها، که بخشی از اجزای این سامانه هستند پس از هرگونه تغییر حرکت یا چرخش در خودرو، اطلاعات لازم را به واحد کنترل الکترونیکی (ECU) ارسال می‌کنند و آن نیز با تغییر جریان به میزان مورد نیاز، با پاسخ مناسب، تکان‌ها و حرکت‌ها را جبران می‌کند. این پاسخ در مدت زمان بسیار کوتاهی (در حدود میلی ثانیه) رخ می‌دهد و باعث عبور راحت از روی سطوح غیرمسطح مانند دست اندازها می‌شود.

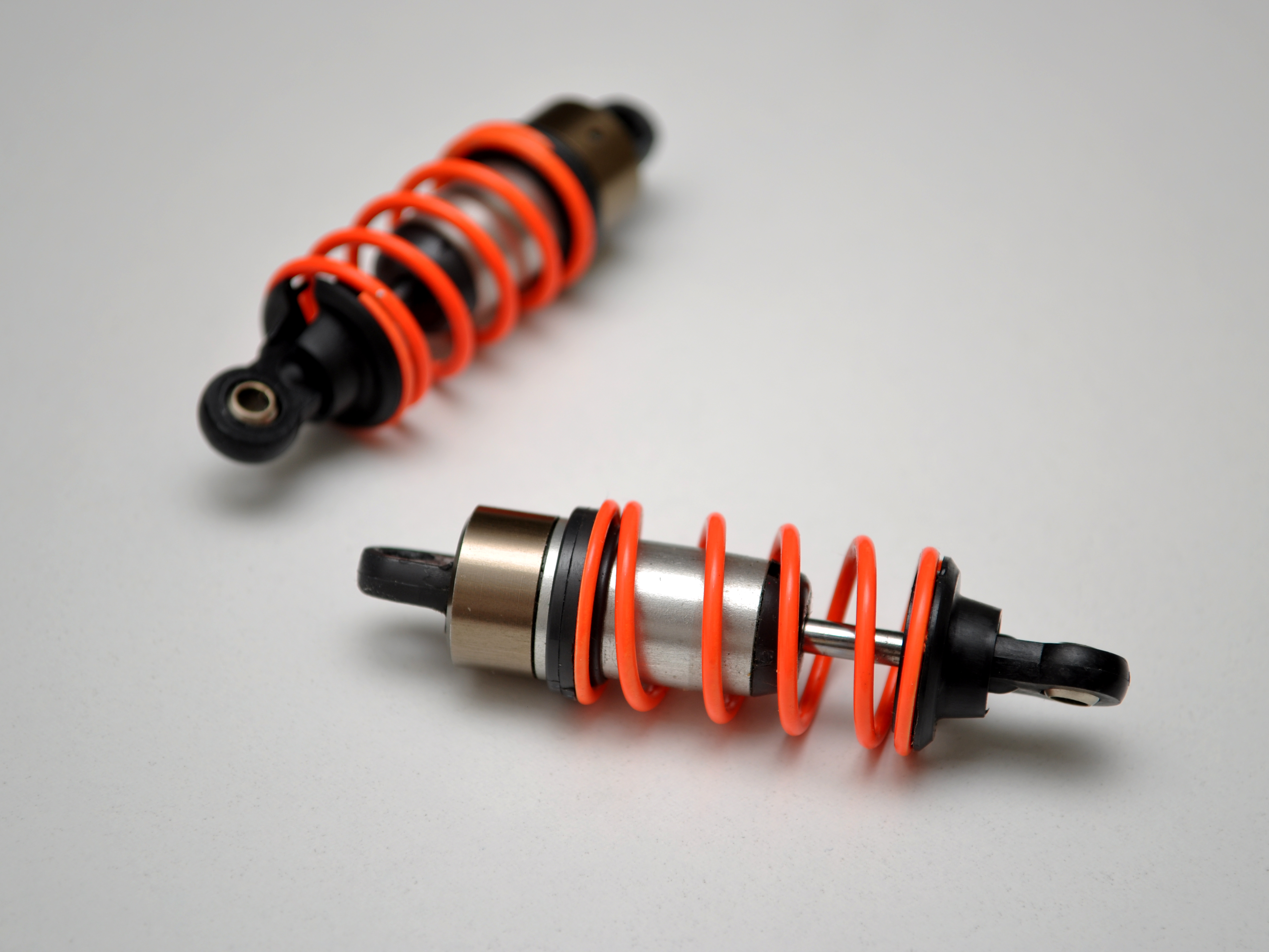
کمک فنر

## تاریخچه
اولین نسل از مگنرایدها، هنگامی توسعه یافت که شرکت دلفی، یکی از زیرمجموعه‌های جنرال موتورز (GM) بود. اولین خودروهایی که از این سامانه نیز استفاده کردند، برای شرکت جنرال موتورز بودند. شروع استفاده از این سیستم از مدل‌های ۲۰۰۲ به بعد خودروی کادیلاک سویل بود که تنها دارنده مجوز استفاده از مگنراید بود. اما پس از چند سال، کادیلاک اس تی اس جایگزین آن شد. سپس در یک سال بعد، یعنی سال ۲۰۰۳، این تکنولوژی در اولین خودروی اسپرت که کوروت سی5 (Chevrolet Corvette (C5)) باشد، مورد استفاده قرار گرفت. بعد از آن، شرکت دلفی، این مجوز استفاده از این فناوری را در اختیار برخی خودروسازان مانند آئودی و فراری نیز قرار دادند. در سال ۲۰۰۹، شرکتی به نام BeijingWest Industries با نام اختصاری BWI، مالکیت مگنراید را خریداری کرد و در اختیار گرفت. خطوط تولید سیستم تعلیق و ترمز با قیمتی حدود ۱۰۰ میلیون دلار، توسط این شرکت چینی خریداری شد و در حال حاضر به شرکت‌های تولید خودرو، موتور سیکلت و وسایل نقیه خاص، تجهیزات و خدمات ارائه می‌کند. این گروه که یک تأمین کننده بین‌المللی نیز هست، دارای تأسیسات تولیدی در کشورهای چین، جمهوری چک، بریتانیا، لهستان و مکزیک می‌باشد.
نسل دوم مگنرایدها در سال ۲۰۰۷ معرفی شد. این نسل، نسبت به نسل قبلی خود، دارای برتری‌هایی از جمله مدت زمان پاسخگویی کمتر و کنترل بهتر سواری داشت که باعث مؤثر تر شدن سازگاری خودرو با شرایط راه‌ها می‌شد.

## ویژگی‌های خاص و متمایز کننده
- کنترل میرایی با سرعت کم
- توانایی رسم منحنی نیرو-سرعت
- پاسخ سریع به حرکت‌ها و چرخش‌ها (درحد میلی ثانیه)

## بهبودها
همان‌طور که گفته شد، در سال ۲۰۰۹ نسل دوم مگن رایدها جایگزین اولین نسل از آن‌ها شد و شامل یک سری از ارتقاها در آن بود. در این نسخه، همانند قبلی، در داخل پیستون از یک سیم الکترومغناطیس استفاده می‌شد اما تفاوت در این بود که آب‌بندی‌ها و یاتاقانها به منظور استفاده در ماشین‌های سنگین تر و همچنین شاسی بلند، ارتقا یافته بود. از مهم‌ترین این تغییرات و بهبودها می‌توان به استفاده از سیستم جدید واحد کنترل الکتریکی (ECU) و همچنین سیم پیچ‌ها اشاره کرد.
تفاوت ECU به کار رفته در نسل دوم، سبک‌تر، کوچک‌تر و توانمند تر بودن آن است.
برای تولید نسل سوم، یک سری الزامات قانونی ای وجود داشت که شرکت BWI را منجر به این کرد تا این سیستم مگنراید را باز طراحی کند. این الزامات جهانی تأکید بر کاهش استفاده از مواد مضر در الکترونیک را داشت.
دستور العمل محدودیت مواد خطرناک (RoHS)، ابتدا در اروپا آغاز شد و در پی آن، حذف سرب و سایر مواد سمی در قطعات الکترونیکی را الزامی کرد. همین باعث شد تا فرایند لحیم کاری بدون سرب در تولید واحدهای کنترل الکترونیکی پیاده شود و شرکت BWI نیز خود را مطابق با این قانون زیست‌محیطی سختگیرانه، تغییر دهد.
ECU تولید شده در نسل جدید، از سه برابر توان محاسباتی بیشتر و ده برابر حافظه بیشتر، در مقایسه با نسخه قبلی خود برخوردار است. همچنین باید به این مورد نیز اشاره شود که در این سری از ECU، قابلیت تنظیم شدن نیز بهبود و افزایش یافته است.

## سیم پیچ دوتایی
برای نسل سوم مگنرایدها، در هر دمپر و هرپیستونی، یک سیم الکترومغناطیسی دیگری نیز معرفی و تعبیه شد که باعث این می‌شد تا واکنش خاموش شدن سیستم، بهبود پیدا کند. هنگامی که در پیستون تنها از یک سیم استفاده می‌شد، از مدت زمانی که ECU جریان را قطع می‌کرد تا زمانی که دمپر میدان مغناطیسی خود را از دست می‌داد، مقدار کمی تأخیر وجود داشت و آن هم به این دلیل بود که در الکترومغناطیس همچنان یک سری جریان‌های موقت یا جریان گردابی (Eddy currents) وجود داشت. پس از آنکه تعداد سیم پیچ‌ها به دوتا افزایش یافت، این تأخیر هم به میزان قابل توجهی کم شد که در جای خود، پیشرفت بسیار خوبی بود.
شرکت BWI، برای اینکه این جریان گردابی خنثی شود، سیم پیچ‌هارا به صورت کاملاً مخالف پیچیاند و این این دیرکرد به‌طور چشمگیری کاهش داد و یک سیستم تعلیق با واکنش بسیار سریع را تولید کرد.

## کاربردها
سیستم مگنراید برای اولین بار در خودروی سدان کادیلاک سویل و توسط جنرال موتورز، استفاده شد و پس از آن هم در یک خودروی اسپرت که کوروت سی۵ بود، مورد استفاده قرار گرفت. در حال حاضر از این سیستم تعلیق به صورت استاندارد یا آپشن، در خودروهای کادیلاک، شورولت، بیوک و سایر مدل‌های زیرمجموعه شرکت جنرال موتورز، استفاده می‌شود.
همچنین در برخی از خودروهای دیگر مانند آئودی، فراری، هولدن اسپشال، لامبورگینی و فورد نیز این سیستم تعلیق یافت می‌شود.
کاربردهای خاص:
- بیوک لوسرن: تریم CXS، لوسرن سوپر
- شورولت کامارو: به صورت استاندارد روی مدل‌های ۲۰۱۲ تا ۲۰۲۴ تریم ZL1 و آپشنال روی مدل‌های ۲۰۱۶ تا ۲۰۲۴ تریم SS
- فورد ماستنگ جی تی
- اچ اس وی سناتور
- آکورا ZDX
- هوندا ان‌اس‌ایکس
- آئودی تی‌تی
- آئودی اس۳
- آئودی R8
- لندرور دیسکاوری اسپرت
- رنج روور ایواک
- فراری ۵۹۹
- فراری اف۱۲
- فراری کالیفرنیا
- فراری اف اف
- فراری ۴۵۸ ایتالیا
- فراری لا فراری
- فراری روما
- لامبورگینی آونتادور
- لامبورگینی اوراکان